# IC 633
IC 633 — галактика типу S? (спіральна галактика) у сузір'ї Секстант.
Цей об'єкт міститься в оригінальній редакції індексного каталогу.